# Lotononis tenuifolia
Lotononis tenuifolia là một loài thực vật có hoa trong họ Đậu. Loài này được (Eckl. & Zeyh.) Dummer miêu tả khoa học đầu tiên.